# Heinz Kriwet
Heinz Kriwet (* 2. November 1931 in Bochum; † 9. März 2017 in Düsseldorf) war ein deutscher Manager der Stahlindustrie.

## Leben
Heinz Kriwet machte 1952 nach seinem Abitur eine kaufmännische Lehre und studierte von 1954 bis 1957 Volkswirtschaft in Köln und Freiburg. Nach seinem Examen als Diplomvolkswirt wurde er wissenschaftlicher Mitarbeiter der Universität Freiburg und promovierte. 1960 begann er seine berufliche Laufbahn zunächst bei der Wirtschaftsvereinigung Eisen- und Stahlindustrie, um  ab 1962 in die Dienste des Krupp-Konzerns zu treten, 1969 wurde er Vorstandsmitglied der Fried. Krupp Hüttenwerke AG.
1973 wechselte er als Vorstandsmitglied zu Thyssen und wurde 1983 Vorstandsvorsitzender des Teilkonzerns Stahl, um dann von 1991 bis 1996 Vorstandsvorsitzender und 1996 nach dem Ausscheiden aus dem Vorstand Vorsitzender des Aufsichtsrats der Thyssen AG zu werden.
Kriwet unterstützte die Fusion der Thyssen AG mit Krupp. Seine Idee war es, die neue Thyssen-Krupp AG mit einer Doppelspitze zu versehen. Von April 1999 bis März 2001 war Kriwet Aufsichtsratsvorsitzender der Thyssen Krupp AG.
Heinz Kriwet war verheiratet mit Marianne geb. Meyer zu Schlochtern (1936–2018). Aus der Ehe stammten fünf Kinder, darunter Carla Kriwet. Seit seiner Studentenzeit war Kriwet Mitglied der katholischen Studentenverbindung Rheno-Palatia Freiburg im KV.
Er engagierte sich für zahlreiche Sozialprojekte im Heiligen Land und war Mitglied im Deutschen Verein vom Heiligen Lande. 1989 wurde er vom Kardinal-Großmeister Giuseppe Caprio zum Ritter des Ritterordens vom Heiligen Grab zu Jerusalem ernannt und am 28. Oktober 1989 im Trierer Dom durch Franz Kardinal Hengsbach, Großprior der deutschen Statthalterei, in den Orden investiert.

## Ehrungen und Auszeichnungen
- Ritter vom Heiligen Grab zu Jerusalem (1989)
- Großes Bundesverdienstkreuz des Verdienstordens der Bundesrepublik Deutschland